# Потупейко Михайло Миколайович
 Потупе́йко Миха́йло Микола́йович  (* 24 серпня 1922 — †24 вересня 2007) — український письменник і громадський діяч. Перебував у Національній спілці письменників України з 1996 р.

## Біографія
Народився 24 серпня 1922 р. у с. Мліїв Городищенського району на Черкащині. Учасник Другої світової війни, нагороджений медалями. Закінчив Львівський університет (1950). Учителював, працював директором меморіального музею М. Коцюбинського у Вінниці, доцентом кафедри української мови Вінницького педагогічного інституту, в обласній організації «Просвіта». Кандидат філологічних наук (1966).

Останні роки життя мешкав у Львові. Тут таки помер і похований.

## Творчість[3]
Досліджував життя і творчість М. Коцюбинського, сучасну українську літературу. Автор понад 50 наукових праць.
Основні твори:
- роман-трагедія «У лабетах смерті» про українське село 20-30 рр. ХХ ст. (1994);
- збірка повістей і оповідань «На далекому острові» (1997);
- монографія «Михайло Коцюбинський. Ранній період життя і творчості»;
- монографія «Михайло Коцюбинський. Життя і творчість у портретах, ілюстраціях, документах» (1970, у співавторстві з Л. Прокопенком);

Упорядник книги:
- «Спогади про Михайла Коцюбинського» (1962; 2-е доповнене видання — 1989)

Лауреат Всеукраїнської літературної премії імені Михайла Коцюбинського (1993).